# 新马克西莫夫斯基农村居民点
新马克西莫夫斯基农村居民点（俄语：Новомаксимовское сельское поселение）是俄罗斯联邦伏尔加格勒州苏罗维基诺区所属的一个农村居民点。其下辖有3个居民点，行政中心为新马克西莫夫斯基。据2016年统计，该农村居民点的人口为2016人。